# Парк Чанфэн
Парк Чанфэн (кит. упр. 长风公园) — ландшафтный парк в Шанхае, Китай. Занимает территорию в 364 000 квадратных метров.

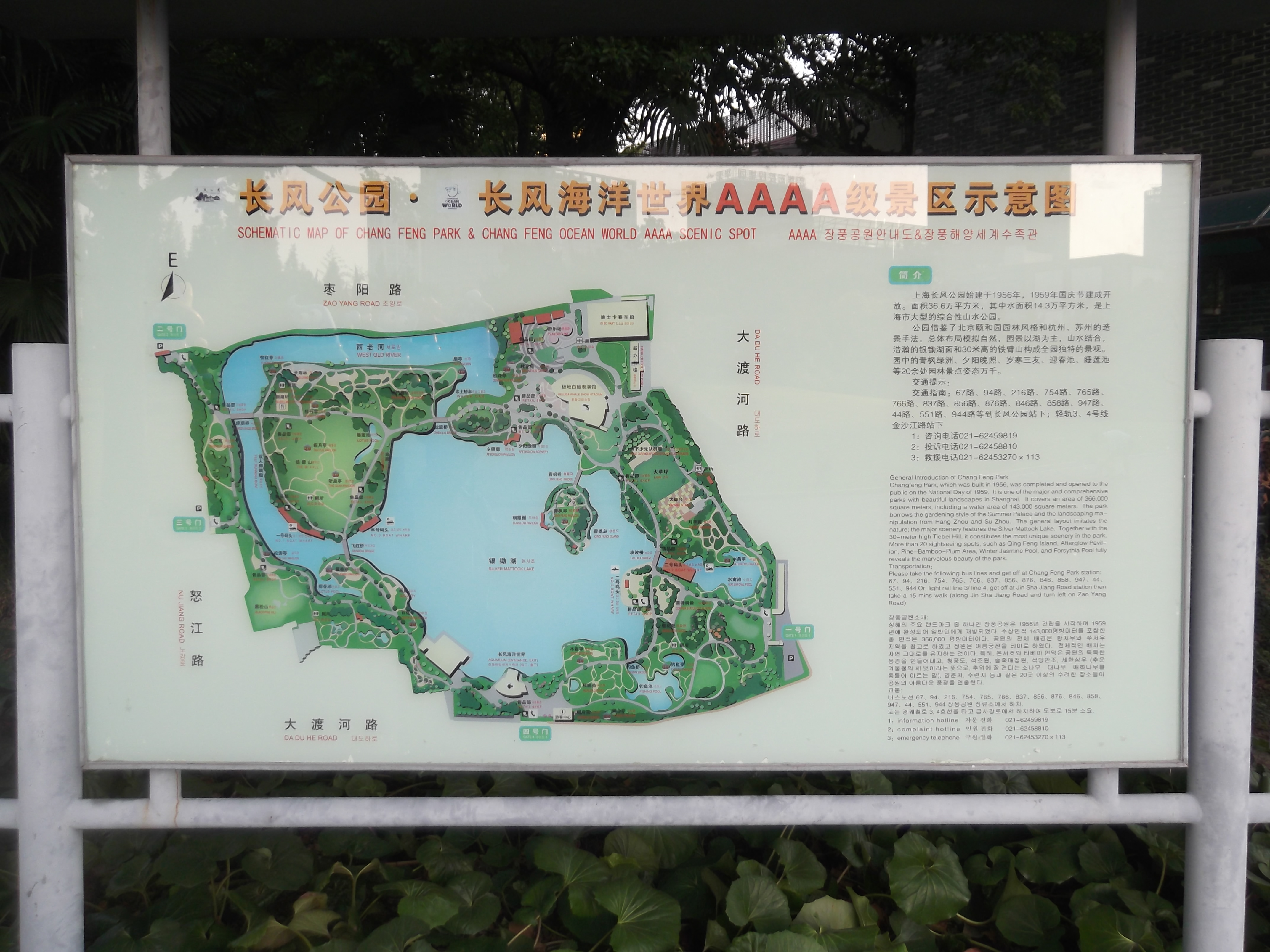
Карта парка Чанфэн на входе.

Парк находится в районе Путо к востоку от Восточно-китайского педагогического университета. На территории парка расположено искусственное озеро Иньчу (рус. озеро серебряной мотыги) и холм Тебишань (рус. гора железного оружия).
Первый этап строительства парка начался 4 апреля 1957, а второй — в июле 1958 года. Первоначально он назывался Парк Хуси (рус. парк западного Шанхая), а после частичного открытия в 1958 году — Парк Билоху (рус. парк зеленого озера). Окончательное название было утверждено 29 сентября 1959 года. Парк был полностью открыт 1 октября 1959 года в День образования КНР.
В апреле 1994 года на дне Иньчу был построен тематический морской аквариум площадью более 10 000 квадратных метров. На его строительство ушло около 25 млн долларов. В настоящее время в нем собрано более 10 000 морских обитателей 300 различных видов рыб.